# Aachener Nachrichten
Aachener Nachrichten est un journal quotidien publié à Aix-la-Chapelle. Il appartient comme Aachener Zeitung à Medienhaus Aachen. En septembre 2022, l'éditeur annonce qu’Aachener Zeitung et Aachener Nachrichten seraient fusionnés en un seul journal sous le nom d’Aachener Zeitung. Cependant, le contenu des deux feuilles était identique depuis des années. Le dernier numéro d’Aachener Nachrichten est publié le 23 mars 2023. Depuis le 24 mars 2023, Aachener Zeitung porte également le nom Aachener Nachrichten comme titre supplémentaire.

## Histoire
Aachener Nachrichten apparaît le 24 janvier 1945, il est le premier journal sous licence en Allemagne et le seul fondé par la Psychological Warfare Division (PWD) avant la fin de la Seconde Guerre mondiale ; Aix-la-Chapelle fut prise par les troupes alliées en octobre 1944. Pour le journal, la PWD américaine, dont le but est de rééduquer les Allemands à devenir démocrates, choisit l'imprimeur social-démocrate Heinrich Hollands et le journaliste indépendant Otto Pesch. Dans la maison d'édition de l'ancien Aachener Anzeiger - Politisches Tageblatt, une machine à imprimer survit à la guerre, de sorte que l'ancienne maison d'édition peut être utilisée en conséquence. Hollands et Pesch travaillent d'abord sous la direction d'une équipe de presse PWD composée de trois hommes et initialement sous une censure stricte. La première édition a un tirage de 12 000 exemplaires, se compose de quatre pages et coûte 20 pfennigs. La deuxième édition du 31 janvier 1945 est publiée à 18 909 exemplaires, bien qu'à la sortie de la Seconde Guerre mondiale, seulement un peu moins de 10 000 personnes vivent dans la ville d'Aix-la-Chapelle.
Aachener Nachrichten est le premier journal libre, sans propagande nazie, à rapporter la reddition de la Wehrmacht le 8 mai 1945. Apparemment, à part Aachener Nachrichten, seul le journal Flensburger Nachrichten apparu en Allemagne ce jour-là.
Aachener Nachrichten est considéré comme un peu plus à gauche et moins orienté vers l'Église que son journal frère, Aachener Zeitung. Ceci est probablement dû au fait que les journaux doivent avoir une orientation partisane au début de la zone d'occupation britannique. Aachener Nachrichten devient ainsi un journal proche du SPD. Étant donné que l'attribution du journal rare est basée sur les parts de vote des partis, Aachener Nachrichten est le plus petit journal en fonction des parts de vote du parti dans sa zone de diffusion. Cependant, l'affiliation au parti prend fin en 1949.

## Éditions locales
Aachener Nachrichten a plusieurs éditions locales (en partie sous forme d'en-tête avec les noms appropriés) :
- Aachener Nachrichten (Aix-la-Chapelle), ville d'Aix-la-Chapelle
- Aachener Nachrichten (Alsdorf), au nord d'Aix-la-Chapelle (Alsdorf, Baesweiler, Herzogenrath, Würselen)
- Dürener Nachrichten (Düren), moitié sud de l'arrondissement de Düren
- Eifeler Nachrichten (Montjoie), au sud d'Aix-la-Chapelle (Monschau, Roetgen, Simmerath)
- Eschweiler/Stolberger Nachrichten (Eschweiler), villes d'Eschweiler et de Stolberg
- Heinsberger Nachrichten (Heinsberg), arrondissement de Heinsberg
- Jülicher Nachrichten (Jülich), moitié nord de l'arrondissement de Düren